# Разино (Гурьевский район)
Разино — посёлок в Гурьевском городском округе Калининградской области. Входит в состав Добринского сельского поселения.

## История
Населенный пункт Лоуйзенфельде в 1946 году был переименован в поселок Разино.

## Население
| 2002 | 2010 |
| ---- | ---- |
| 53   | ↗129 |